# Herbert Scarf
Herbert Scarf (Filadelfia, 25 luglio 1930 – Sag Harbor, 15 novembre 2015) è stato un economista statunitense, professore all'Università di Yale a New Haven.

## Formazione e carriera
Dopo il Ph.D all'Università di Princeton ottenuto nel 1954, Scarf, comincia la sua attività scientifica alla RAND corporation. Nel 1957 è nominato professore al dipartimento di statistica della Stanford University a Palo Alto, in California. Dal 1963 è professore alla Cowles Foundation dell'Università Yale.
Nel 1963, Scarf e Debreu mostrano la convergenza del cuore di un gioco cooperativo verso l'equilibrio economico generale quando il numero di consumatori tende verso l'infinito. Nella teoria dei giochi cooperativi, il cuore è un'allocazione delle risorse disponibili tale che nessuna coalizione di consumatori può trovare una migliore allocazione che sia migliore per tutti i suoi membri. Si comincia con due consumatori ed in seguito si replica diverse volte questa economia.
Scarf è conosciuto soprattutto per i suoi studi sul calcolo dell'equilibrio economico generale. Ha proposto un algoritmo che permette di calcolare il punto fisso di un'applicazione (teorema del punto fisso). Utilizzando il suo algoritmo, è possibile calcolare l'equilibrio generale per modelli con decine d'equazioni.
Scarf ha però proposto degli esempi dove il meccanismo proposto da Léon Walras (il “tâtonnement” cioè l'ottenimento dell'equilibrio con una serie di tentativi) non è stabile.

## Pubblicazioni
- "On Differential Games with Survival Payoff", 1957, Annals of Mathematical Statistics.
- "Games with Partial Information", with L.S.Shapley, 1957, in Annals of Mathematical Statistics.
- Studies in the Mathematical Theory of Inventory and Production with K.J. Arrow and S. Karlin, 1958
- "The Optimality of (S, s) Policies in the Dynamic Inventory Problem." 1959,   in Mathematical Methods in the

Social Sciences 
- "Some Examples of Global Instability of the Competitive Equilibrium", 1960, IER.
- "Optimal Policies for a Multi-echelon Inventory Problem," with A. J. Clark, 1960,  Management Science
- "Approximate Solutions to a Simple Multi-Echelon Inventory Problem" with A.J. Clark, 1962, in Arrow et al, editors,

Studies in Applied Probability and Management Science
- "An Analysis of Markets with a Large Number of Participants", 1962, Recent Advances in Game Theory.
- "A Survey of Analytic Techniques in Inventory Theory." 1963, in  Scarf et al, editors, Multistage Inventory Models and

Techniques
- "A Limit Theorem on the Core of an Economy", with G. Debreu, 1963, Econometrica.
- "The Approximation of Fixed Points of a Continuous Mapping," 1967, SIAM
- "On the Computation of Equilibrium Prices", 1967 in Ten Economic Studies in the Tradition of Irving Fisher.
- "The Core of an N-Person Game", 1967, Econometrica.
- "An Example of an Algorithm for Calculating General Equilibrium Prices," 1969, AER
- "On the Existence of a Cooperative Solution for a General Class of N-Person Games", 1971, JET.
- "The Limit of the Core of an Economy" with G. Debreu,  1972, in McGuire and Radner, editors, Decision and Organization
- The Computation of Economic Equilibrium (with collaboration of T. Hansen), 1973.
- "On Cores and Indivisibility", with L.S. Shapley, 1974, JMathE.
- "The Solution of Systems of Piecewise Linear Equations," with B. C. Eaves, 1976, Mathematics of

Operations Research
- "An Observation on the Structure of Production Sets with Indivisibilities," 1977, PNAS
- "Production Sets with Indivisibilities, Part I: Generalities: & Part II: The Case of Two Activities", 1981, Econometrica
- The Computation of Equilibrium Prices" 1982, in Arrow and Intriligator, editors,   Handbook of Mathematical

Economics, Volume II
- "Fixed Point Theorems and Economic Analysis,", 1983, American Scientist
- "The Computation of Equilibrium Prices", 1984, in Scarf and Shoven, editors, Applied General Equilibrium Analysis.
- "Integral Polyhedra in Three Space," 1985, Mathematics of Operations Research
- "Neighborhood Systems for Production Sets with Indivisibilities," 1986, Econometrica
- Testing for Optimality in the Absence of Convexity", 1986, in Heller, Starr and Starrett, editors,  Social Choice and Public Decision Making.
- "Notes on the Core of a Productive Economy.", 1986,  in Hildenbrand and Mas-Colell, editors, Contributions to Mathematical Economics
- "A Theorem in Search of a Simple Proof." 1989, in Anderson et al, editors, Probability, Statistics, and Mathematics,
- "Mathematical Programming and Economic Theory," 1990, Operations Research
- "The Origins of Fixed Point Methods." 1991, in Lenstra et al., editors, History of Mathematical Programming
- "The Generalized Basis Reduction Algorithm," with L. Lovász, 1992, Mathematics of Operations Research
- "The Frobenius Problem and Maximal Lattice Free Bodies" with D.F. Shallcross, 1993, Mathematics of Operations Research
- "Shortest Integer Vectors," with D.F. Shallcross, 1993, Mathematics of Operations Research
- "The Allocation of Resources in the Presence of Indivisibilities," 1994, JEP
- "The Complex of Maximal Lattice Free Simplices," with I. Bárány and R. Howe, 1994, Mathematical  Programming
- "Tjalling Charles Koopmans, 1910-1985 Biographical Memoir," 1995, at NAS (pdf file)
- "Matrices with Identical Sets of Neighbors", with I. Bárány, 1998, Mathematics of Operations Research
- "Optimal Inventory Policies When Sales Are Discretionary"
- "How to Compute Equilibrium Prices in 1891"  with W.C. Brainard,  2000